# أنقليس ثعباني رفيع
أنقليس ثعباني رفيع (الاسم العلمي: Ophichthus apachus) هو نوع من الأنقليس، يتبع فصيلة الأنقليس الثعباني.